# 考泰斯與考托佩斯

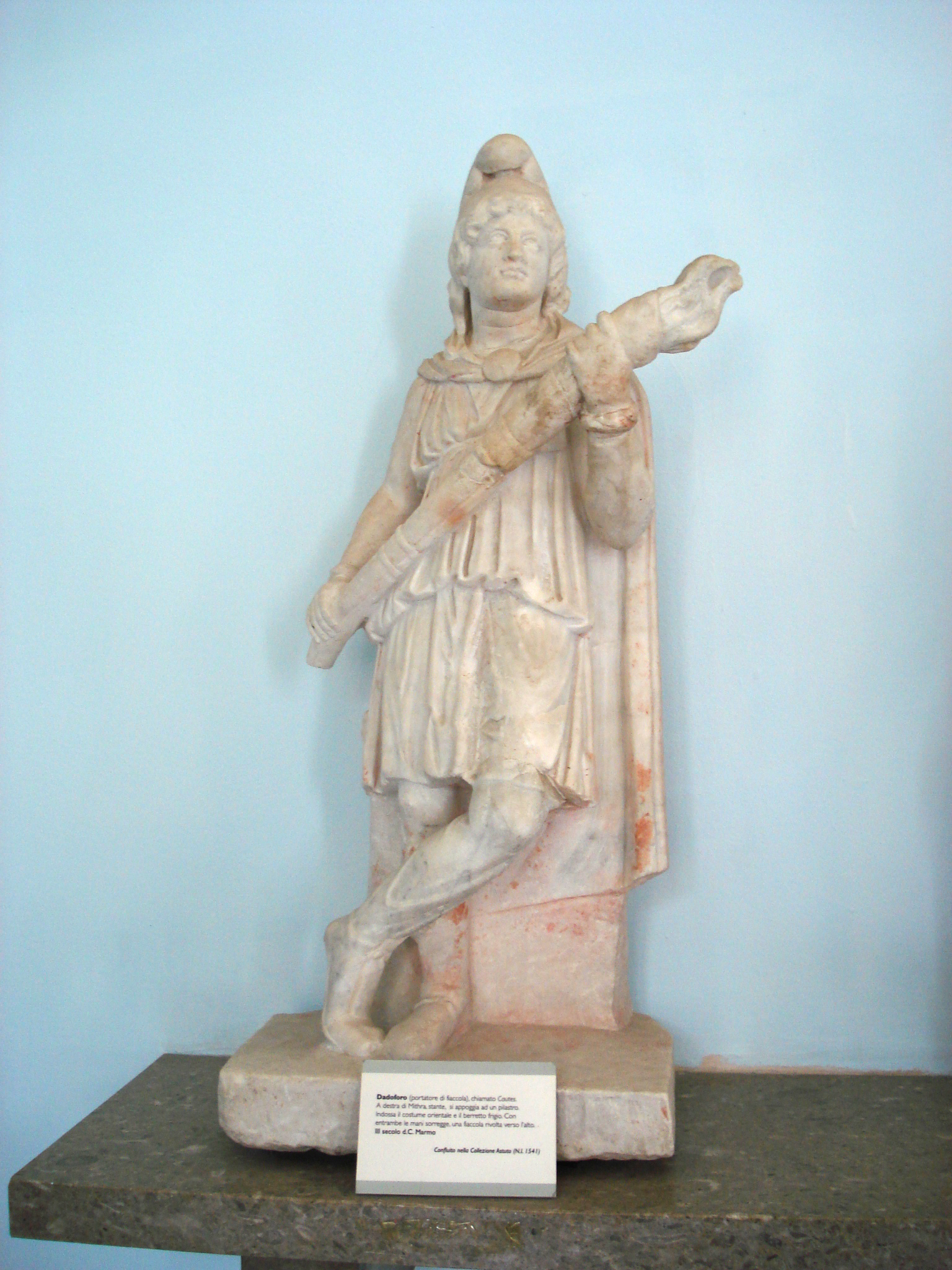
考泰斯（Cautes）出自於一群密特拉斯聖像中，珍藏在安東尼奧·薩利納斯地區考古博物館（Museo Archeologico Regionale）裡面，位於義大利的巴勒莫（Palermo）境內。

考泰斯與考托佩斯（Cautes and Cautopates）是在古羅馬密特拉教所崇拜的聖像中描繪著伴隨主神密特拉斯的一對火炬手，作為屠牛像（Tauroctony）而讓世人所知。考泰斯將祂握的火炬上舉著，並且考托佩斯將祂握的火炬指向下方。

## 解譯
在密特拉密教的宗教聖像之中，密特拉斯要麼就是代表著太陽，要麼就是祂是與密特拉斯一起進餐的密友太陽神赫利俄斯或者是索爾 (無敵者)（Sol Invictus，拉丁文的意思：無敵的太陽〔the invincible sun〕）。所以這伴隨的神靈考泰斯與考托佩斯被認為應該分別代表著日出和日落的位置，或者也許是春天和秋天的分點（換句話說為春分、秋分），或者是相当于太陽在天球上明顯路徑上升（春季）以及下降（秋季）的交點。如果太陽和月亮的蝕相是形成了密特拉密教象徵的一部分，祂們也能夠代表著月球穿越過黃道上升和下降的兩個交點。另一方面，這兩尊神靈也代表著黃道十二星座中的雙子座。

## 描述

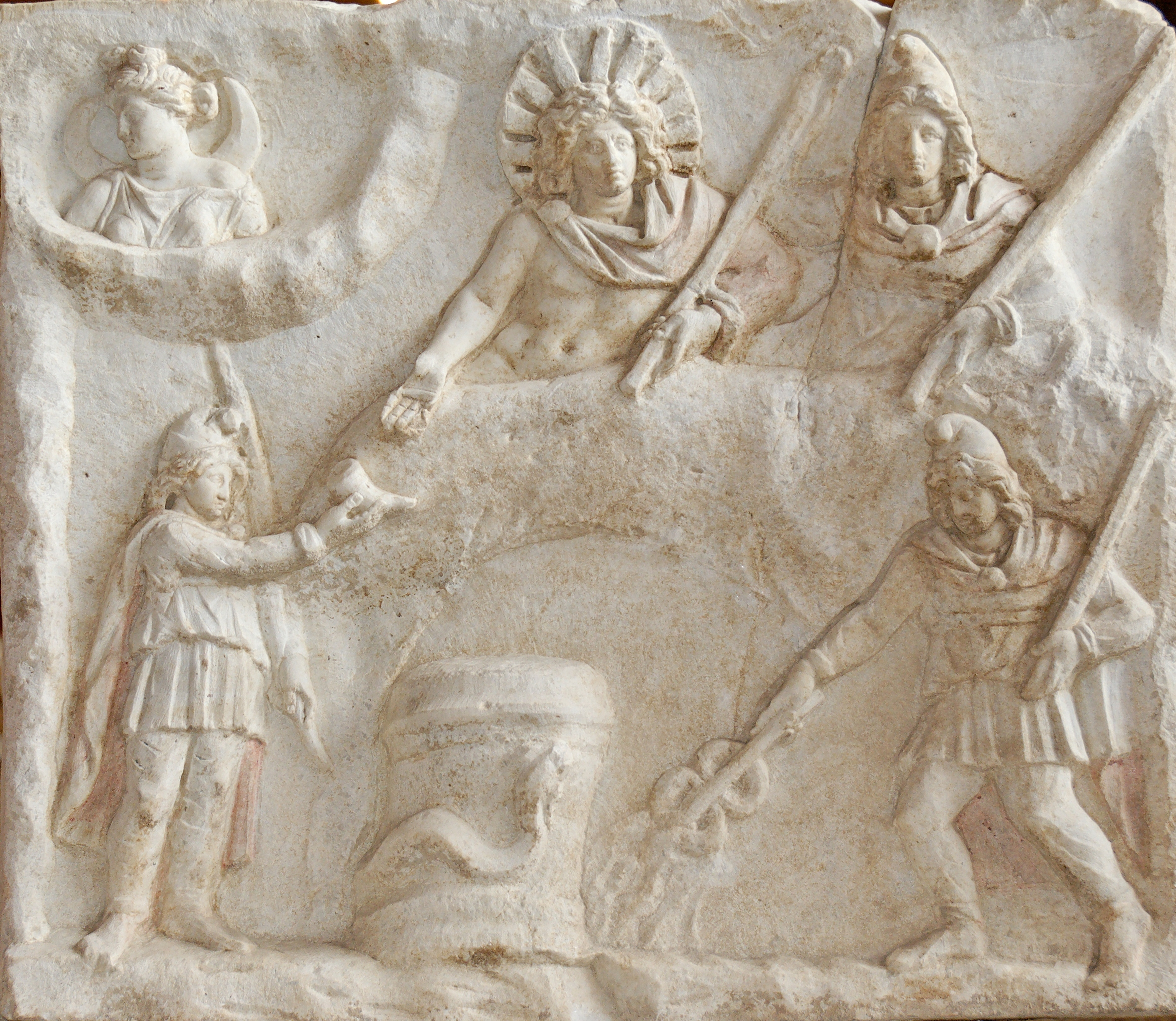
位在菲亞諾·羅馬諾（Fiano Romano）的密特拉密教宴會場景浮雕。位在下方的兩尊神靈是考泰斯（左）與考托佩斯（Cautopates）（右）。

這兩尊神靈都被描繪為小於密特拉斯以強調祂的意義，並且都是穿著波斯風格的服裝，显著地是一頂弗里吉亞無邊便帽，來強調這支崇拜應該是東方的淵源。
考泰斯手握的燃燒火炬是朝上的，反之考托佩斯手握的燃燒火炬則是朝下的。考托佩斯通常被描繪位在左側，但並不總是如此安排。祂們通常顯現出站立連同將它們雙腿交叉的姿態，但也並非總是如此地描繪。
這兩位火炬手經常被解讀為光的象徵，一位為晨曦（考泰斯），而另一位是夕陽（考托佩斯）。考托佩斯也能夠代表死亡，而考泰斯可能代表著新生。
由大衛·烏蘭西（David Ulansey）所提供另一替代的解讀是這位考泰斯代表著春分以及考托佩斯為秋分的代表。因而，意味著在屠牛像的左右兩側，祂們成為了金牛座年代涵蓋在的兩個分點之間的天體赤道和星座的一個實際幹部。
M. J. 費爾馬歇仁（M. J. Vermasaren）表示說密特拉斯，即無敵的太陽（the unconquerable sun），以及祂的兩位火炬手，考泰斯，即日出，以及考托佩斯，即日落，這三尊神祇以同等大小的頭顱設置在一株3分支松樹的浮雕場景之中，這幅場景的浮雕可以在迪堡（Dieburg）的密特拉教宗教文物中見得到，該地位在德國境內。 費爾馬歇仁間接表明著他們三尊神祇形成了密特拉密教的“三位一體（Trinity）”。

## 外部連結
- UCL, Mithras （页面存档备份，存于）